# خريف عمر (مسلسل)
خريف عمر مسلسل سوري يدور قصة العمل حول المحامي المتقاعد "عمر" الذي يتحول إلى قاتل متسلسل انتقاماً لشقيقته التي قتلت بجريمة بشعة، وبعد أن تتعرض ابنته للعنف والمعاملة السيئة من قبل زوجها وهما مقيمان في دولة أخرى، يحاول جاهداً حمايتها بالطرق القانونية، لكن تقف أمامه العديد من العقبات فيضطر لاستخدام أساليب أخرى أو اللجوء إلى "ِشريعة حمورابي"، فينفذ أحكام إعدام بطرق مختلفة. المسلسل من بطولة نخبة من الممثلين السوريين مثل سلوم حداد، باسم ياخور، معتصم النهار، والنجمة اللبنانية كارمن لبس، قمر خلف، عبد المنعم عمايري وغيرهم.
تدور أحداث المسلسل حول محامي متقاعد تتعرض ابنته للعنف من قبل زوجها وهما مقيمان في دولة أخرى، ثم يحاول جاهدًا حمايتها بالطرق القانونية، لكن تقف أمامه العديد من العقبات فيضطر لاستخدام أساليب أخرى.

## بطولة
- سلوم حداد  (عمر الدالي)
- باسم ياخور  (فارس)
- عبد المنعم عمايري  (رائد عنابه)
- أسامة الروماني  (هشام عنابه)
- معتصم النهار  (مهند شلبي)
- قمر خلف  (ميرڤت الدالي)
- كارمن لبس  (ليلى)
- حسن عويتي  (ماهر عمران)
- علاء قاسم  (المقدم لؤي)
- رامز الأسود  (طارق عنابه)
- ترف التقي  (سمر)
- مارييلا خوام
- درويش عبد الهادي
- لارا بدري  (نيفين)
- طارق نخلة  (شادي)
- محمد صقور  (ماهر)
- بلال مارتيني  (مغيث)
- جيان حسام  (كندة)
- علي سلمان
- ميراي جحجاح
- آية محمود
- إليانا سعد  (لارا الأغا)
- ريموندا عبود  (هدى)
- علاء زهر الدين  (إبراهيم)
- ميخائيل صليبي  (حليم)
- إياد عيسى  (قصي ماهر عمران)
- علي يوسف
- يارا خوري
- وسام رضا  (رامي)
- تيسير إدريس
- ماجد عيسى  (شاكر)
- حسن دوبا  (رامز)
- هيما إسماعيل  (رزان)